# Gut Moor
Gut Moor o en baix alemany Goot Moor és un barri del districte d'Harburg al sud de l'estat d'Hamburg a Alemanya. A la fi de 2011 tenia 131 habitants a una superfície d'1,97 km². Amb la seva superfície de només 1970 hectàrees és el quart barri més petit d'Hamburg, després d'Hoheluft-Ost, Hoheluft-West i Langenbek.

## Història
El nom significa finca de l'aiguamoll. Era un domini llibre que Jordi Guillem de Brunsvic-Lüneburg va donar al seu canceller J. von Drebber el 1630. La masia del 1713 va ser enderrocada el 1910 quan es va construir l'estació de maniobres d'Harburg. El que explica el topònim Kanzlerhof. L'aiguamoll, davall del qual va acumular-se una torbera després de l'últim període glacial, es troba a la llarga vall d'origen de l'Elba, al peu del geest. A l'inici era molt més gran. Quan va drenar-se i assecar-se des del segle xvi, es va compartir en tres quarters, el Gut Moor, el Klein Moor (pantà petit) i el Groot Moor (pantà gran), ambdós actualment a la Baixa Saxònia. Fins al 1937 es trobava dins del districte d'Harburg de la província prussiana de Hannover fins que el 1937 el govern nacionalsocialista va dictar la Llei de l'àrea metropolitana d'Hamburg i incorporar el poble a la ciutat estat d'Hamburg. Desguassa pel Neuländer Moorwettern i pel canal del Seeve.
Avui com antany és un petit poble rural al qual no canvia molt. Queda un terra pantanós i malgrat un desguàs intensiu, mai no va permetre el conreu però només la ramaderia extensiva.
És un terra força inestable i inhabitable, si no per causa de les aigües altes freqüents, les cases s'esfondraven sovint quan el substrat de torba es compactava de manera irregular a conseqüència del desguàs. Totes les cases es troben a l'únic carrer, darrere Grootmoordamm, en català el dic de l'aiguamoll gran. Eren construccions d'entramat de fusta senzilles, molt menys riques que les masies dels Vier- i Marschlande, com que el terra era molt menys fèrtil.

## Avui
Tot i avui, queda un terra difícil per urbanitzar, on caldrien fer fonaments profunds i onerosos. La part occidental, prop d'Harburg, va parcel·lar se en hortets, on només s'erigeixen construccions lleugeres, sense autorització de residència permanent.
Un projecte de transformar una zona de 113 hectàrees,hi comprés la zona dels hortets, va ser abandonat el 2010. Aquest projecte hauria amenaçat l'avifauna destacable del barri: guatlla maresa, titella, bitxac comú, becadell comú, alosa vulgar i cuereta groga.

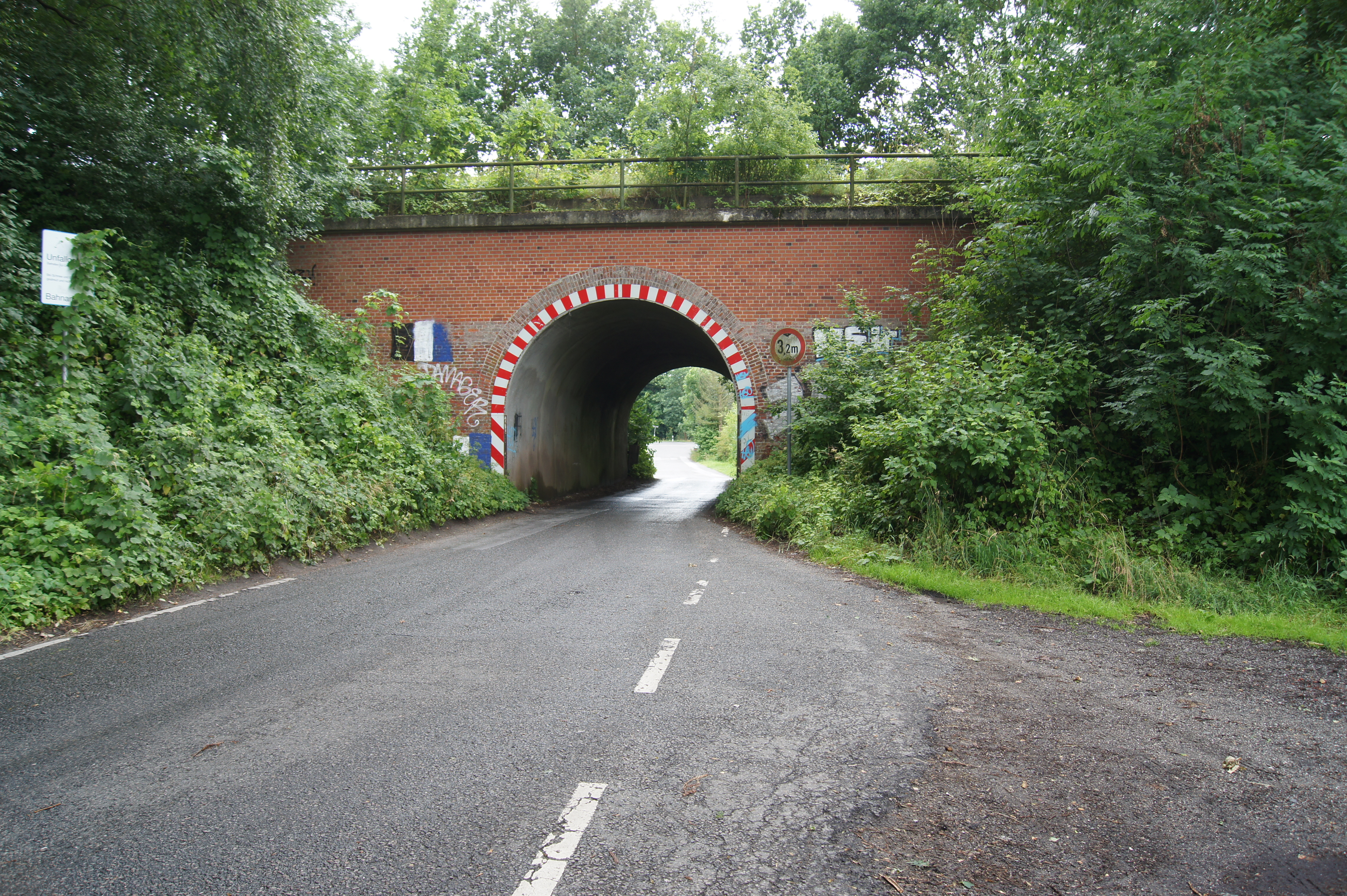
Antic viaducte ferroviari
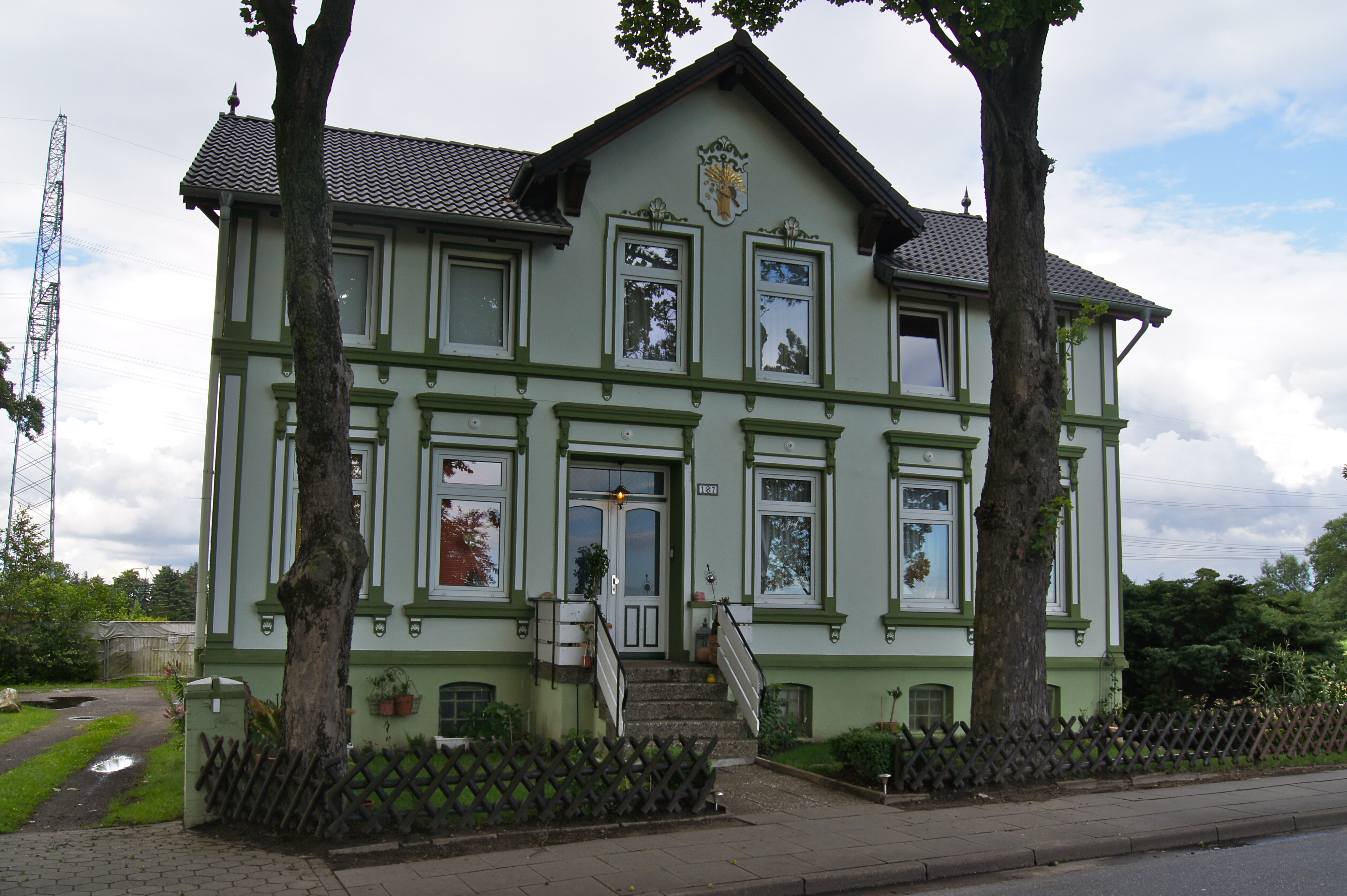
Masia al Grootmoordamm
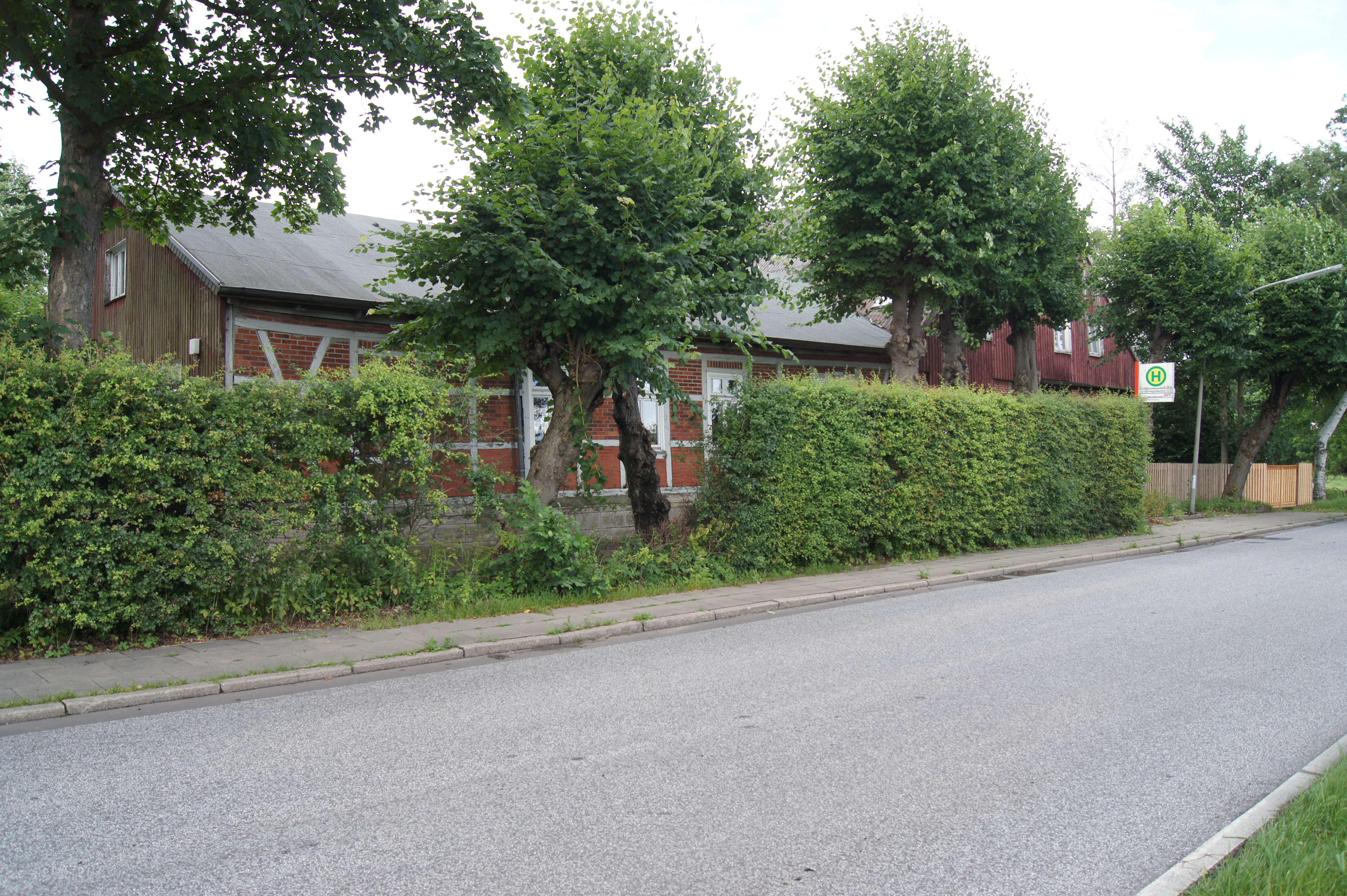
Masia d'entramat de fusta
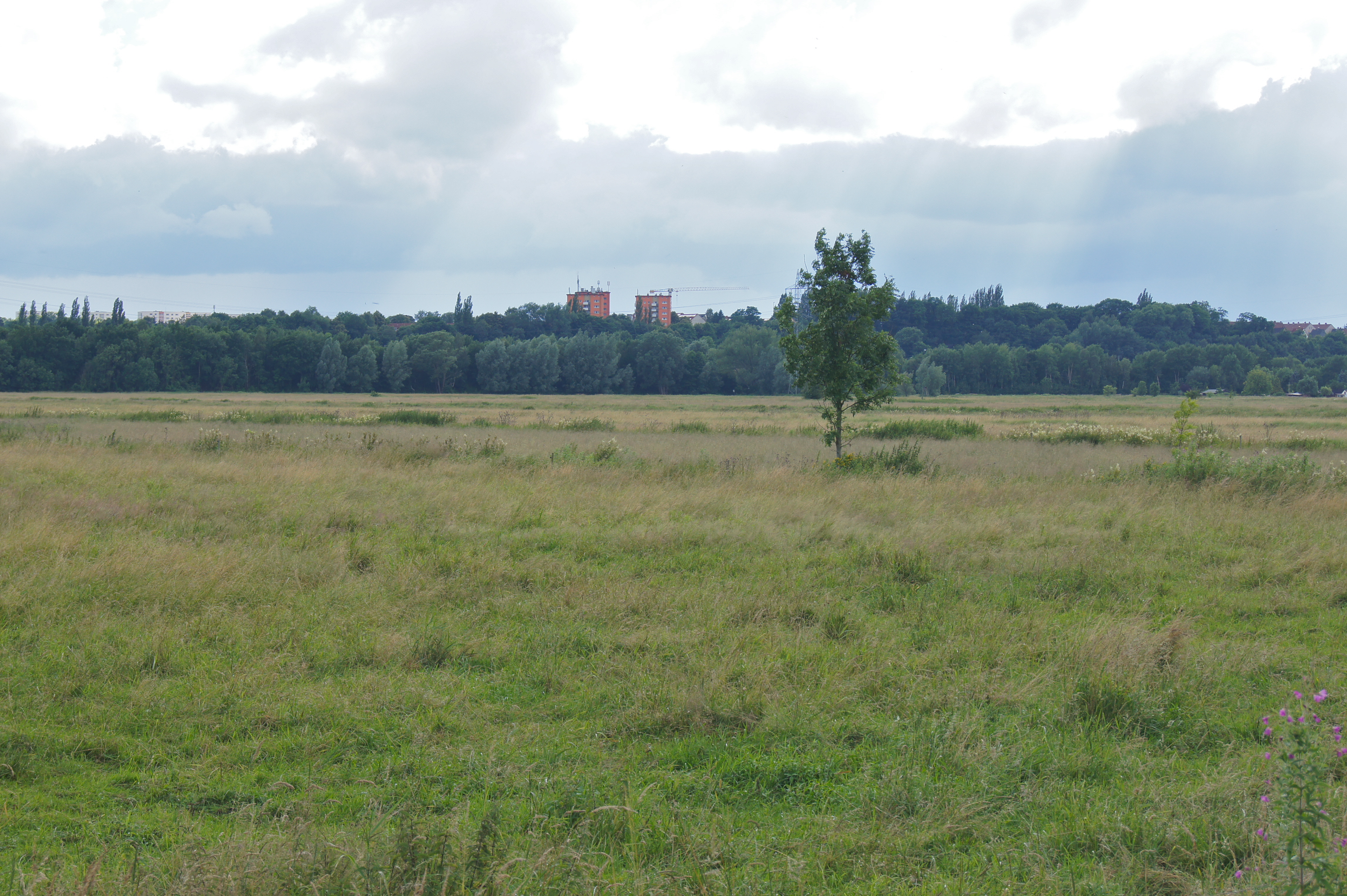
Els prats molls

## Enllaços i referències
A Wikimedia Commons hi ha contingut multimèdia relatiu a: Gut Moor

1. ↑  Stadteilprofile 2011 Arxivat 2014-07-19 a Wayback Machine. Statistisches Amt für Hamburg und Schleswig-Holstein (Servei d'estadística d'Hamburg i de Slesvig-Holstein)
2. ↑  Thomas Sulzyc, «Als Harburg noch einen Kanzler hatte», Hamburger Abendblatt, Hamburg, 24 d'agost de 2007, (en català: Als temps quan Harburg tenia un canceller)
3. ↑  Daniel Tilgner (redacció), «Gut Moor», Hamburg von Altona bis Zollenspiecker: Das Haspa-Handbuch für alle Stadtteile der Hansestadt, Hamburg, Hoffmann & Campe, 2002, pàgines 406-411, ISBN 3-455-11333-8 (en català: Hamburg d'Altona cap a Zollenspiecker: el manual Haspa de tots els barris de la ciutat hanseàtica)
4. ↑  Gut Moor al web oficial de la ciutat d'Hamburg, [consulta el 13 de juliol de 2012]
5. ↑  Jochen Gipp, «Kleingartengebiet bleibt erhalten», Hamburger Abendblatt, Hamburg, 27 de novembre de 2010, (en català: Els hortets romanen)